# Вількія
Вількія (лит. Vilkija, пол. Wilki)— місто Литви, Каунаського району Каунаського повіту.

## Географія
Розташоване правим берегом річки Нямунас, за 25км на північний захід від Каунаса.

## Історія
Згадується у німецьких хроніках XIV століття, як фортеця Wildenberg.
Станом на 1886 у містечку, центрі Вількійської волості Ковенського повіту Ковенської губернії мешкала 121 особа, 66 дворів, існували костел, 3 єврейські школи, 10 лавок, 6 постоялих дворів. Зараз тут знаходяться Церква святого Георгія та музей етнічної культури.

## Населення
| Динаміка населення з 1862 по 2015 |          |          |          |
| 1862*                             | 1970пер. | 1976     | 1979пер. |
| 1181                              | 2286     | 2400     | 2371     |
| 1989пер.                          | 2001пер. | 2011пер. | 2015     |
| 2629                              | 2338     | 2131     | 2030     |
| Гістограма динаміки населення     |          |          |          |